# Acca Larenzia
Acca Larenzia (in latino Ăcca Lārentĭa o Laurentĭa, -ae) è un personaggio della mitologia romana.

## Storia
Si tratterebbe di una figura semidivina ereditata dagli Etruschi come prostituta protettrice del popolo umile. Secondo la mitologia romana, in una versione citata da Macrobio, dopo aver trascorso una notte di preghiere nel tempio di Eracle, fu compensata dal dio facendole incontrare e sposare un uomo ricchissimo di origine etrusca, Taruzio. Alla morte di quest'ultimo la donna ereditò una grande fortuna che a sua volta donò al popolo romano, che per gratitudine istituì in suo onore le festività dette Accalia o Larentalia, che si svolgevano il 23 del mese di dicembre nei pressi della sua tomba, si dice posta presso il Velabro.
Secondo un'ulteriore versione, citata anche da Lattanzio, Acca Larenzia è moglie del pastore Faustolo, che soccorse i gemelli Romolo e Remo, fondatori di Roma. In questa versione assume anche i nomi di Faula o Fabula, e viene detta "lupa" (termine con il quale i Romani indicavano le prostitute e dal quale viene il termine "lupanare").
Già madre di dodici figli, alla morte di uno di questi Romolo ne prese il posto e insieme agli altri diede vita alla confraternita dei cosiddetti Fratres Arvales (Arvali). Acca Larenzia si curò di allattare anche Romolo e Remo, che crebbero e, venuti a conoscenza della loro origine reale, decisero di vendicarsi: uccisero lo zio usurpatore Amulio e rimisero sul trono il nonno Numitore, legittimo re di Alba Longa. La lupa che allattò Romolo e Remo è, quindi, identificabile con costei, dato che aveva avuto un passato come prostituta.
La tomba di Acca Larenzia veniva indicata nella zona di transizione fra Foro Romano e Palatino, dietro il tempio di Vesta, esattamente dove si vede oggi l'Edicola di Giuturna. Probabilmente si trattava di un sepolcro arcaico, resto dell'antica necropoli che un tempo occupava gran parte della valle del Foro.

### Fonti primarie
- Livio, Ab Urbe condita libri, I.
- Macrobio, Saturnalia, I.
- Plutarco, Vita di Romolo.
- Plutarco, Moralia.

### Fonti secondarie
- Anna Ferrari, Dizionario di Mitologia Classica, TEA, 1994, ISBN 88-7819-539-1